# Helcopteryx rhodiogrammus
Helcopteryx rhodiogrammus là một loài côn trùng trong họ Ascalaphidae thuộc bộ Neuroptera. Loài này được Rambur miêu tả năm 1842.